# Ute Schneider (Buchwissenschaftlerin)
Ute Schneider (* 9. April 1960 in Limburg an der Lahn) ist eine deutsche Buchwissenschaftlerin.

## Leben
Sie studierte Buchwissenschaft, Germanistik und Soziologie, promovierte 1994 (Friedrich Nicolais Allgemeine Deutsche Bibliothek als Integrationsmedium der Gelehrtenrepublik) und habilitierte sich 2001. Sie ist Akademische Direktorin am Institut für Buchwissenschaft der Universität Mainz und Herausgeberin von Imprimatur: Ein Jahrbuch für Bücherfreunde (seit 2002).
Ihre Forschungsschwerpunkte sind Leistungen und Funktionen des Mediums Buch, Formen des Buchgebrauchs, historische und aktuelle Lese(r)forschung, Wechselwirkungen zwischen Wissenschafts- und Buchgeschichte, Buchmarkt und Verlagsgeschichte vom 18. bis ins 21. Jahrhundert, elektronisches Publizieren: Karl-Gutzkow-Werkausgabe im Internet – Neuprofilierung eines Autors, Verlagsorganisation im 20. Jahrhundert, Schwerpunkt: Lektorat.

## Schriften (Auswahl)
- Friedrich Nicolais Allgemeine Deutsche Bibliothek als Integrationsmedium der Gelehrtenrepublik. Harrassowitz, Wiesbaden 1995, ISBN 3-447-03622-2.
- Der unsichtbare Zweite. Die Berufsgeschichte des Lektors im literarischen Verlag. Wallstein, Göttingen 2005, ISBN 3-89244-758-6.
- mit Volker R. Remmert: Eine Disziplin und ihre Verleger. Disziplinenkultur und Publikationswesen der Mathematik in Deutschland, 1871–1949. Transcript, Bielefeld 2010, ISBN 978-3-8376-1517-3.
- mit Stephan Füssel (Hrsg.): Meilensteine buchwissenschaftlicher Forschung. Ein Reader zentraler Quellen und Materialien. Harrassowitz, Wiesbaden 2017, ISBN 978-3-447-10600-9.
- mit Axel Kuhn (Hrsg.): Theoretische Perspektiven und Gegenstände der Buchforschung. Ein interdisziplinäres Handbuch. De Gruyter, Berlin 2023, ISBN 978-3-11-074497-2.
- mit Ursula Rautenberg (Hrsg.): Das Buch als Handlungsangebot. Soziale, kulturelle und symbolische Praktiken jenseits des Lesens. (= Bibliothek des Buchwesens. Band 32). Anton Hiersemann, Stuttgart 2023, ISBN 978-3-7772-2339-1.
- mit Jörg Döring (Hrsg.): Bildung Taschenbuch BRD. Westdeutsche Leser:innen erzählen. Verbrecher, Berlin 2024, ISBN 978-3-95732-598-3.